# Línea 227 (Interurbanos Madrid)
La línea 227 de la red de autobuses interurbanos de Madrid une la terminal de autobuses del Intercambiador de Avenida de América con el barrio de Espartales y la Universidad de Alcalá en Alcalá de Henares.

## Características
Esta línea une Madrid con los barrios complutenses de La Garena, Chorrillo, Campo del Ángel, El Ensanche y Espartales, así como la Universidad de Alcalá en aproximadamente 60 minutos a través de la A-2. Existen servicios EXPRESS hacia y desde las inmediaciones del Hospital Universitario Príncipe de Asturias y de la Universidad de Alcalá que reducen este tiempo hasta 30 minutos, al no realizar el recorrido habitual por el casco urbano de Alcalá de Henares ni paradas hasta el área intermodal de Canillejas. También se prestan servicios EXPRESS que realizan el recorrido entre el Intercambiador de Avenida de América y la primera parada de Alcalá de Henares sin paradas intermedias.
La línea no mantiene los mismos horarios todo el año, al contrario de muchas otras líneas interurbanas del CRTM que comienzan su horario habitual el 1 de septiembre, ésta lo hace el 15, siendo la primera quincena del mes considerada como temporada baja en la que circulan menos expediciones. Lo mismo ocurre en la segunda quincena de julio, horarios idénticos a la primera quincena de septiembre, también considerada temporada baja. Estas reducciones sólo aplican de lunes a viernes laborables, teniendo los sábados laborables, domingos y festivos los mismos horarios todo el año. Notablemente, se hace distinción los viernes y los días no lectivos durante los horarios habituales, en los que en ambos casos se reducen ligeramente el número de expediciones. Durante el mes de agosto se vuelven a reducir los horarios (también solo los días laborables entre semana), además de los días excepcionales vísperas de festivo y festivos de Navidad en los que los horarios también cambian y se reducen.
Siguiendo la numeración de líneas del CRTM, las líneas que circulan por el corredor 2 son aquellas que dan servicio a los municipios situados en torno a la A-2 y comienzan con un 2. Aquellas numeradas dentro de la decena 220 corresponden a aquellas que circulan por Torrejón de Ardoz y Alcalá de Henares. Particularmente, los números impares en la decena 220 circulan por Alcalá de Henares y los números pares lo hacen por Torrejón de Ardoz.
Está operada por la empresa ALSA mediante la concesión administrativa VCM-202 - Madrid - Torrejón de Ardoz - Alcalá de Henares - Meco (Viajeros Comunidad de Madrid) del Consorcio Regional de Transportes de Madrid.

### Sublíneas
Aquí se recogen todas las distintas sublíneas que ha tenido la línea 227, incluyendo aquellas dadas de baja. La denominación de sublíneas que utiliza el CRTM es la siguiente:
- Número de línea (227)
- Sentido de circulación (1 ida, 2 vuelta)
- Número de sublínea

Por ejemplo, la sublínea 227101 corresponde a la línea 227, sentido 1 (ida) y el número 01 de numeración de sublíneas creadas hasta la fecha.
Las sublíneas marcadas en negrita corresponden a sublíneas que actualmente se encuentran dadas de baja y se desconoce sus rutas y denominaciones.
| Ida    | Ruta        | Itinerario                       | Vuelta | Ruta                             | Itinerario                       |
| 227101 | -           | Madrid - Alcalá Universidad      | 227201 | -                                | Alcalá Universidad - Madrid      |
| 227102 | Desconocido | Desconocido                      | 227202 | Desconocido                      | Desconocido                      |
| 227103 | eh          | Madrid - Alcalá Hospital EXPRESS | 227203 | eh                               | Alcalá Hospital - Madrid EXPRESS |
| 227104 | ec          | Madrid - Alcalá C.C. EXPRESS     | 227204 | No existe la ruta "ec" de vuelta | No existe la ruta "ec" de vuelta |

## Horarios

### 15 septiembre - 14 julio
| Lunes a jueves lectivos         |                             |                             |                             |                             |                             |                             |                             |                             |                             |                             |                             |                             |                             |                             |                             |                             |                             |                             |                               |                             |                             |                             |                             |                             |                             |                             |                             |                             |                             |                             |                             |                             |                             |                             |                             |
| Madrid > Alcalá Universidad     | Madrid > Alcalá Universidad | Madrid > Alcalá Universidad | Madrid > Alcalá Universidad | Madrid > Alcalá Universidad | Madrid > Alcalá Universidad | Madrid > Alcalá Universidad | Madrid > Alcalá Universidad | Madrid > Alcalá Universidad | Madrid > Alcalá Universidad | Madrid > Alcalá Universidad | Madrid > Alcalá Universidad | Madrid > Alcalá Universidad | Madrid > Alcalá Universidad | Madrid > Alcalá Universidad | Madrid > Alcalá Universidad | Madrid > Alcalá Universidad | Madrid > Alcalá Universidad | Alcalá Universidad > Madrid | Alcalá Universidad > Madrid   | Alcalá Universidad > Madrid | Alcalá Universidad > Madrid | Alcalá Universidad > Madrid | Alcalá Universidad > Madrid | Alcalá Universidad > Madrid | Alcalá Universidad > Madrid | Alcalá Universidad > Madrid | Alcalá Universidad > Madrid | Alcalá Universidad > Madrid | Alcalá Universidad > Madrid | Alcalá Universidad > Madrid | Alcalá Universidad > Madrid | Alcalá Universidad > Madrid | Alcalá Universidad > Madrid | Alcalá Universidad > Madrid | Alcalá Universidad > Madrid |
| 06                              | 07                          | 08                          | 09                          | 10                          | 11                          | 12                          | 13                          | 14                          | 15                          | 16                          | 17                          | 18                          | 19                          | 20                          | 21                          | 22                          | 23                          | 05                          | 06                            | 07                          | 08                          | 09                          | 10                          | 11                          | 12                          | 13                          | 14                          | 15                          | 16                          | 17                          | 18                          | 19                          | 20                          | 21                          | 22                          |
| 45                              | 05ec 10 35ec 40             | 00eh 05eh 10 35eh 40        | 00eh 05eh 10 35eh 40        | 10eh 15 45                  | 10eh 15 40 45               | 15 45                       | 00 15 25 35 45 55           | 05 15 25 35 45 55           | 05 15 25 35 45 55           | 05 15 30 40 50              | 00 10 20 30 40 50           | 00 10 20 30 40 50           | 00 10 20 30 45              | 00 15 30 45                 | 00 20 40                    | 00 20 40                    | 00                          | 30 45                       | 00 07 14 19 24 28 36 40 47 53 | 00 09 18 27 37 48           | 00 15 30 45                 | 00 15 30 45                 | 10 20 40                    | 10 40                       | 10 10eh 25 40 40eh 55       | 10 10eh 40 40eh 55          | 10 10eh 25 40 40eh 55       | 10 10eh 40 40eh             | 10 10eh 40 40eh             | 10 10eh 40 40eh             | 10 10eh 40 40eh             | 10 40                       | 10 40                       | 10 40                       | 10                          |
| Viernes lectivos                |                             |                             |                             |                             |                             |                             |                             |                             |                             |                             |                             |                             |                             |                             |                             |                             |                             |                             |                               |                             |                             |                             |                             |                             |                             |                             |                             |                             |                             |                             |                             |                             |                             |                             |                             |
| Madrid > Alcalá Universidad     | Madrid > Alcalá Universidad | Madrid > Alcalá Universidad | Madrid > Alcalá Universidad | Madrid > Alcalá Universidad | Madrid > Alcalá Universidad | Madrid > Alcalá Universidad | Madrid > Alcalá Universidad | Madrid > Alcalá Universidad | Madrid > Alcalá Universidad | Madrid > Alcalá Universidad | Madrid > Alcalá Universidad | Madrid > Alcalá Universidad | Madrid > Alcalá Universidad | Madrid > Alcalá Universidad | Madrid > Alcalá Universidad | Madrid > Alcalá Universidad | Madrid > Alcalá Universidad | Alcalá Universidad > Madrid | Alcalá Universidad > Madrid   | Alcalá Universidad > Madrid | Alcalá Universidad > Madrid | Alcalá Universidad > Madrid | Alcalá Universidad > Madrid | Alcalá Universidad > Madrid | Alcalá Universidad > Madrid | Alcalá Universidad > Madrid | Alcalá Universidad > Madrid | Alcalá Universidad > Madrid | Alcalá Universidad > Madrid | Alcalá Universidad > Madrid | Alcalá Universidad > Madrid | Alcalá Universidad > Madrid | Alcalá Universidad > Madrid | Alcalá Universidad > Madrid | Alcalá Universidad > Madrid |
| 06                              | 07                          | 08                          | 09                          | 10                          | 11                          | 12                          | 13                          | 14                          | 15                          | 16                          | 17                          | 18                          | 19                          | 20                          | 21                          | 22                          | 23                          | 05                          | 06                            | 07                          | 08                          | 09                          | 10                          | 11                          | 12                          | 13                          | 14                          | 15                          | 16                          | 17                          | 18                          | 19                          | 20                          | 21                          | 22                          |
| 45                              | 05ec 10 35ec 40             | 00eh 05eh 10 35eh 40        | 00eh 05eh 10 35eh 40        | 10eh 15 45                  | 10eh 15 45 45eh             | 15 45                       | 00 15 30 45                 | 00 10 20 30 40 50           | 00 10 20 30 40 50           | 00 15 30 45                 | 00 15 30 45                 | 00 15 30 45                 | 00 15 30 45                 | 00 15 30 45                 | 00 15 45                    | 15 45                       |                             | 30 45                       | 00 07 14 19 24 28 36 40 47 53 | 00 10 20 30 40 50           | 00 15 30 45                 | 00 15 30 45                 | 10 40                       | 10 40                       | 10 10eh 40 40eh 55          | 10 10eh 40 40eh 55          | 10 10eh 40 40eh             | 10 10eh 40 40eh             | 10 10eh 40 40eh             | 10 10eh 40 40eh             | 10 10eh 40 40eh             | 10 40                       | 10 40                       | 10 40                       | 10                          |
| Lunes a viernes NO lectivos     |                             |                             |                             |                             |                             |                             |                             |                             |                             |                             |                             |                             |                             |                             |                             |                             |                             |                             |                               |                             |                             |                             |                             |                             |                             |                             |                             |                             |                             |                             |                             |                             |                             |                             |                             |
| Madrid > Alcalá Universidad     | Madrid > Alcalá Universidad | Madrid > Alcalá Universidad | Madrid > Alcalá Universidad | Madrid > Alcalá Universidad | Madrid > Alcalá Universidad | Madrid > Alcalá Universidad | Madrid > Alcalá Universidad | Madrid > Alcalá Universidad | Madrid > Alcalá Universidad | Madrid > Alcalá Universidad | Madrid > Alcalá Universidad | Madrid > Alcalá Universidad | Madrid > Alcalá Universidad | Madrid > Alcalá Universidad | Madrid > Alcalá Universidad | Madrid > Alcalá Universidad | Madrid > Alcalá Universidad | Alcalá Universidad > Madrid | Alcalá Universidad > Madrid   | Alcalá Universidad > Madrid | Alcalá Universidad > Madrid | Alcalá Universidad > Madrid | Alcalá Universidad > Madrid | Alcalá Universidad > Madrid | Alcalá Universidad > Madrid | Alcalá Universidad > Madrid | Alcalá Universidad > Madrid | Alcalá Universidad > Madrid | Alcalá Universidad > Madrid | Alcalá Universidad > Madrid | Alcalá Universidad > Madrid | Alcalá Universidad > Madrid | Alcalá Universidad > Madrid | Alcalá Universidad > Madrid | Alcalá Universidad > Madrid |
| 06                              | 07                          | 08                          | 09                          | 10                          | 11                          | 12                          | 13                          | 14                          | 15                          | 16                          | 17                          | 18                          | 19                          | 20                          | 21                          | 22                          | 23                          | 05                          | 06                            | 07                          | 08                          | 09                          | 10                          | 11                          | 12                          | 13                          | 14                          | 15                          | 16                          | 17                          | 18                          | 19                          | 20                          | 21                          | 22                          |
| 45                              | 10 10ec 40 40ec             | 10 40                       | 10 40                       | 15 45                       | 15 45                       | 15 45                       | 15 45                       | 00 15 30 45                 | 00 15 30 45                 | 00 15 30 45                 | 00 15 30 45                 | 00 15 30 45                 | 00 15 30 45                 | 00 15 30 45                 | 00 15 45                    | 15 45                       |                             | 45                          | 00 10 20 30 40 50             | 00 10 20 30 45              | 00 20 40                    | 00 20 40                    | 10 40                       | 10 40                       | 10 40                       | 10 10eh 40 40eh             | 10 40                       | 10 10eh 40 40eh             | 10 10eh 40                  | 10 40 40eh                  | 10 40 40eh                  | 10 40                       | 10 40                       | 10 40                       | 10                          |
| Sábados laborables              |                             |                             |                             |                             |                             |                             |                             |                             |                             |                             |                             |                             |                             |                             |                             |                             |                             |                             |                               |                             |                             |                             |                             |                             |                             |                             |                             |                             |                             |                             |                             |                             |                             |                             |                             |
| Madrid > Alcalá Universidad     | Madrid > Alcalá Universidad | Madrid > Alcalá Universidad | Madrid > Alcalá Universidad | Madrid > Alcalá Universidad | Madrid > Alcalá Universidad | Madrid > Alcalá Universidad | Madrid > Alcalá Universidad | Madrid > Alcalá Universidad | Madrid > Alcalá Universidad | Madrid > Alcalá Universidad | Madrid > Alcalá Universidad | Madrid > Alcalá Universidad | Madrid > Alcalá Universidad | Madrid > Alcalá Universidad | Madrid > Alcalá Universidad | Madrid > Alcalá Universidad | Madrid > Alcalá Universidad | Alcalá Universidad > Madrid | Alcalá Universidad > Madrid   | Alcalá Universidad > Madrid | Alcalá Universidad > Madrid | Alcalá Universidad > Madrid | Alcalá Universidad > Madrid | Alcalá Universidad > Madrid | Alcalá Universidad > Madrid | Alcalá Universidad > Madrid | Alcalá Universidad > Madrid | Alcalá Universidad > Madrid | Alcalá Universidad > Madrid | Alcalá Universidad > Madrid | Alcalá Universidad > Madrid | Alcalá Universidad > Madrid | Alcalá Universidad > Madrid | Alcalá Universidad > Madrid | Alcalá Universidad > Madrid |
| 06                              | 07                          | 08                          | 09                          | 10                          | 11                          | 12                          | 13                          | 14                          | 15                          | 16                          | 17                          | 18                          | 19                          | 20                          | 21                          | 22                          | 23                          | 05                          | 06                            | 07                          | 08                          | 09                          | 10                          | 11                          | 12                          | 13                          | 14                          | 15                          | 16                          | 17                          | 18                          | 19                          | 20                          | 21                          | 22                          |
|                                 | 00 40                       | 00                          | 00 40                       | 20                          | 00 40                       | 20                          | 00 40                       | 20                          | 00 40                       | 20                          | 00 40                       | 20                          | 00 40                       | 20                          | 00 40                       | 00                          |                             |                             | 00 40                         | 00 20                       | 00 40                       | 20                          | 00 40                       | 20                          | 00 40                       | 20                          | 00 40                       | 20                          | 00 40                       | 20                          | 00 40                       | 20                          | 00 40                       | 20                          |                             |
| Domingos y festivos             |                             |                             |                             |                             |                             |                             |                             |                             |                             |                             |                             |                             |                             |                             |                             |                             |                             |                             |                               |                             |                             |                             |                             |                             |                             |                             |                             |                             |                             |                             |                             |                             |                             |                             |                             |
| Madrid > Alcalá Universidad     | Madrid > Alcalá Universidad | Madrid > Alcalá Universidad | Madrid > Alcalá Universidad | Madrid > Alcalá Universidad | Madrid > Alcalá Universidad | Madrid > Alcalá Universidad | Madrid > Alcalá Universidad | Madrid > Alcalá Universidad | Madrid > Alcalá Universidad | Madrid > Alcalá Universidad | Madrid > Alcalá Universidad | Madrid > Alcalá Universidad | Madrid > Alcalá Universidad | Madrid > Alcalá Universidad | Madrid > Alcalá Universidad | Madrid > Alcalá Universidad | Madrid > Alcalá Universidad | Alcalá Universidad > Madrid | Alcalá Universidad > Madrid   | Alcalá Universidad > Madrid | Alcalá Universidad > Madrid | Alcalá Universidad > Madrid | Alcalá Universidad > Madrid | Alcalá Universidad > Madrid | Alcalá Universidad > Madrid | Alcalá Universidad > Madrid | Alcalá Universidad > Madrid | Alcalá Universidad > Madrid | Alcalá Universidad > Madrid | Alcalá Universidad > Madrid | Alcalá Universidad > Madrid | Alcalá Universidad > Madrid | Alcalá Universidad > Madrid | Alcalá Universidad > Madrid | Alcalá Universidad > Madrid |
| 06                              | 07                          | 08                          | 09                          | 10                          | 11                          | 12                          | 13                          | 14                          | 15                          | 16                          | 17                          | 18                          | 19                          | 20                          | 21                          | 22                          | 23                          | 05                          | 06                            | 07                          | 08                          | 09                          | 10                          | 11                          | 12                          | 13                          | 14                          | 15                          | 16                          | 17                          | 18                          | 19                          | 20                          | 21                          | 22                          |
|                                 | 00 40                       | 00 20                       | 00 40                       | 20                          | 00 40                       | 20                          | 00 40                       | 20                          | 00 40                       | 20                          | 00 40                       | 20                          | 00 40                       | 20                          | 00 40                       | 20                          |                             |                             | 00 40                         | 00 20                       | 00 40                       | 20                          | 00 40                       | 20                          | 00 40                       | 20                          | 00 40                       | 20                          | 00 40                       | 20                          | 00 40                       | 20                          | 00 40                       | 20                          |                             |
| ec EXPRESS a Centro Comercial   |                             |                             |                             |                             |                             |                             |                             |                             |                             |                             |                             |                             |                             |                             |                             |                             |                             |                             |                               |                             |                             |                             |                             |                             |                             |                             |                             |                             |                             |                             |                             |                             |                             |                             |                             |
| eh EXPRESS hasta/desde Hospital |                             |                             |                             |                             |                             |                             |                             |                             |                             |                             |                             |                             |                             |                             |                             |                             |                             |                             |                               |                             |                             |                             |                             |                             |                             |                             |                             |                             |                             |                             |                             |                             |                             |                             |                             |

### 1 - 14 septiembre y 15 - 31 julio
| Lunes a viernes laborables      |                             |                             |                             |                             |                             |                             |                             |                             |                             |                             |                             |                             |                             |                             |                             |                             |                             |                             |                             |                             |                             |                             |                             |                             |                             |                             |                             |                             |                             |                             |                             |                             |                             |                             |
| Madrid > Alcalá Universidad     | Madrid > Alcalá Universidad | Madrid > Alcalá Universidad | Madrid > Alcalá Universidad | Madrid > Alcalá Universidad | Madrid > Alcalá Universidad | Madrid > Alcalá Universidad | Madrid > Alcalá Universidad | Madrid > Alcalá Universidad | Madrid > Alcalá Universidad | Madrid > Alcalá Universidad | Madrid > Alcalá Universidad | Madrid > Alcalá Universidad | Madrid > Alcalá Universidad | Madrid > Alcalá Universidad | Madrid > Alcalá Universidad | Madrid > Alcalá Universidad | Alcalá Universidad > Madrid | Alcalá Universidad > Madrid | Alcalá Universidad > Madrid | Alcalá Universidad > Madrid | Alcalá Universidad > Madrid | Alcalá Universidad > Madrid | Alcalá Universidad > Madrid | Alcalá Universidad > Madrid | Alcalá Universidad > Madrid | Alcalá Universidad > Madrid | Alcalá Universidad > Madrid | Alcalá Universidad > Madrid | Alcalá Universidad > Madrid | Alcalá Universidad > Madrid | Alcalá Universidad > Madrid | Alcalá Universidad > Madrid | Alcalá Universidad > Madrid | Alcalá Universidad > Madrid |
| 06                              | 07                          | 08                          | 09                          | 10                          | 11                          | 12                          | 13                          | 14                          | 15                          | 16                          | 17                          | 18                          | 19                          | 20                          | 21                          | 22                          | 05                          | 06                          | 07                          | 08                          | 09                          | 10                          | 11                          | 12                          | 13                          | 14                          | 15                          | 16                          | 17                          | 18                          | 19                          | 20                          | 21                          | 22                          |
| 45                              | 10 10ec 40                  | 05eh r 10 40                | 10 40                       | 15 45                       | 15 45                       | 15 45                       | 15 40                       | 00 15 30 45                 | 00 15 30 45                 | 00 25 45                    | 05 25 45                    | 05 25 45                    | 05 25 45                    | 05 25 45                    | 05 25 45                    | 15 45                       | 45                          | 00 10 20 30 40 50           | 00 10 20 30 45              | 00 20 40                    | 00 20 40                    | 10 40                       | 10 40                       | 10 40                       | 10 10eh 40                  | 10 40 40eh                  | 10 40 40eh                  | 10 40 40eh                  | 10 40 40eh                  | 10 40                       | 10 40                       | 10 40                       | 10 40                       | 10                          |
| Sábados laborables              |                             |                             |                             |                             |                             |                             |                             |                             |                             |                             |                             |                             |                             |                             |                             |                             |                             |                             |                             |                             |                             |                             |                             |                             |                             |                             |                             |                             |                             |                             |                             |                             |                             |                             |
| Madrid > Alcalá Universidad     | Madrid > Alcalá Universidad | Madrid > Alcalá Universidad | Madrid > Alcalá Universidad | Madrid > Alcalá Universidad | Madrid > Alcalá Universidad | Madrid > Alcalá Universidad | Madrid > Alcalá Universidad | Madrid > Alcalá Universidad | Madrid > Alcalá Universidad | Madrid > Alcalá Universidad | Madrid > Alcalá Universidad | Madrid > Alcalá Universidad | Madrid > Alcalá Universidad | Madrid > Alcalá Universidad | Madrid > Alcalá Universidad | Madrid > Alcalá Universidad | Alcalá Universidad > Madrid | Alcalá Universidad > Madrid | Alcalá Universidad > Madrid | Alcalá Universidad > Madrid | Alcalá Universidad > Madrid | Alcalá Universidad > Madrid | Alcalá Universidad > Madrid | Alcalá Universidad > Madrid | Alcalá Universidad > Madrid | Alcalá Universidad > Madrid | Alcalá Universidad > Madrid | Alcalá Universidad > Madrid | Alcalá Universidad > Madrid | Alcalá Universidad > Madrid | Alcalá Universidad > Madrid | Alcalá Universidad > Madrid | Alcalá Universidad > Madrid | Alcalá Universidad > Madrid |
| 06                              | 07                          | 08                          | 09                          | 10                          | 11                          | 12                          | 13                          | 14                          | 15                          | 16                          | 17                          | 18                          | 19                          | 20                          | 21                          | 22                          | 05                          | 06                          | 07                          | 08                          | 09                          | 10                          | 11                          | 12                          | 13                          | 14                          | 15                          | 16                          | 17                          | 18                          | 19                          | 20                          | 21                          | 22                          |
|                                 | 00 40                       | 00                          | 00 40                       | 20                          | 00 40                       | 20                          | 00 40                       | 20                          | 00 40                       | 20                          | 00 40                       | 20                          | 00 40                       | 20                          | 00 40                       | 00                          |                             | 00 40                       | 00 20                       | 00 40                       | 20                          | 00 40                       | 20                          | 00 40                       | 20                          | 00 40                       | 20                          | 00 40                       | 20                          | 00 40                       | 20                          | 00 40                       | 20                          |                             |
| Domingos y festivos             |                             |                             |                             |                             |                             |                             |                             |                             |                             |                             |                             |                             |                             |                             |                             |                             |                             |                             |                             |                             |                             |                             |                             |                             |                             |                             |                             |                             |                             |                             |                             |                             |                             |                             |
| Madrid > Alcalá Universidad     | Madrid > Alcalá Universidad | Madrid > Alcalá Universidad | Madrid > Alcalá Universidad | Madrid > Alcalá Universidad | Madrid > Alcalá Universidad | Madrid > Alcalá Universidad | Madrid > Alcalá Universidad | Madrid > Alcalá Universidad | Madrid > Alcalá Universidad | Madrid > Alcalá Universidad | Madrid > Alcalá Universidad | Madrid > Alcalá Universidad | Madrid > Alcalá Universidad | Madrid > Alcalá Universidad | Madrid > Alcalá Universidad | Madrid > Alcalá Universidad | Alcalá Universidad > Madrid | Alcalá Universidad > Madrid | Alcalá Universidad > Madrid | Alcalá Universidad > Madrid | Alcalá Universidad > Madrid | Alcalá Universidad > Madrid | Alcalá Universidad > Madrid | Alcalá Universidad > Madrid | Alcalá Universidad > Madrid | Alcalá Universidad > Madrid | Alcalá Universidad > Madrid | Alcalá Universidad > Madrid | Alcalá Universidad > Madrid | Alcalá Universidad > Madrid | Alcalá Universidad > Madrid | Alcalá Universidad > Madrid | Alcalá Universidad > Madrid | Alcalá Universidad > Madrid |
| 06                              | 07                          | 08                          | 09                          | 10                          | 11                          | 12                          | 13                          | 14                          | 15                          | 16                          | 17                          | 18                          | 19                          | 20                          | 21                          | 22                          | 05                          | 06                          | 07                          | 08                          | 09                          | 10                          | 11                          | 12                          | 13                          | 14                          | 15                          | 16                          | 17                          | 18                          | 19                          | 20                          | 21                          | 22                          |
|                                 | 00 40                       | 00 20                       | 00 40                       | 20                          | 00 40                       | 20                          | 00 40                       | 20                          | 00 40                       | 20                          | 00 40                       | 20                          | 00 40                       | 20                          | 00 40                       | 20                          |                             | 00 40                       | 00 20                       | 00 40                       | 20                          | 00 40                       | 20                          | 00 40                       | 20                          | 00 40                       | 20                          | 00 40                       | 20                          | 00 40                       | 20                          | 00 40                       | 20                          |                             |
| ec EXPRESS a Centro Comercial   |                             |                             |                             |                             |                             |                             |                             |                             |                             |                             |                             |                             |                             |                             |                             |                             |                             |                             |                             |                             |                             |                             |                             |                             |                             |                             |                             |                             |                             |                             |                             |                             |                             |                             |
| eh EXPRESS hasta/desde Hospital |                             |                             |                             |                             |                             |                             |                             |                             |                             |                             |                             |                             |                             |                             |                             |                             |                             |                             |                             |                             |                             |                             |                             |                             |                             |                             |                             |                             |                             |                             |                             |                             |                             |                             |
| r Refuerzo                      |                             |                             |                             |                             |                             |                             |                             |                             |                             |                             |                             |                             |                             |                             |                             |                             |                             |                             |                             |                             |                             |                             |                             |                             |                             |                             |                             |                             |                             |                             |                             |                             |                             |                             |

### 1 - 31 agosto
| Lunes a viernes laborables    |                             |                             |                             |                             |                             |                             |                             |                             |                             |                             |                             |                             |                             |                             |                             |                             |                             |                             |                             |                             |                             |                             |                             |                             |                             |                             |                             |                             |                             |                             |                             |                             |                             |                             |
| Madrid > Alcalá Universidad   | Madrid > Alcalá Universidad | Madrid > Alcalá Universidad | Madrid > Alcalá Universidad | Madrid > Alcalá Universidad | Madrid > Alcalá Universidad | Madrid > Alcalá Universidad | Madrid > Alcalá Universidad | Madrid > Alcalá Universidad | Madrid > Alcalá Universidad | Madrid > Alcalá Universidad | Madrid > Alcalá Universidad | Madrid > Alcalá Universidad | Madrid > Alcalá Universidad | Madrid > Alcalá Universidad | Madrid > Alcalá Universidad | Madrid > Alcalá Universidad | Alcalá Universidad > Madrid | Alcalá Universidad > Madrid | Alcalá Universidad > Madrid | Alcalá Universidad > Madrid | Alcalá Universidad > Madrid | Alcalá Universidad > Madrid | Alcalá Universidad > Madrid | Alcalá Universidad > Madrid | Alcalá Universidad > Madrid | Alcalá Universidad > Madrid | Alcalá Universidad > Madrid | Alcalá Universidad > Madrid | Alcalá Universidad > Madrid | Alcalá Universidad > Madrid | Alcalá Universidad > Madrid | Alcalá Universidad > Madrid | Alcalá Universidad > Madrid | Alcalá Universidad > Madrid |
| 06                            | 07                          | 08                          | 09                          | 10                          | 11                          | 12                          | 13                          | 14                          | 15                          | 16                          | 17                          | 18                          | 19                          | 20                          | 21                          | 22                          | 05                          | 06                          | 07                          | 08                          | 09                          | 10                          | 11                          | 12                          | 13                          | 14                          | 15                          | 16                          | 17                          | 18                          | 19                          | 20                          | 21                          | 22                          |
| 45                            | 05ec 10 40                  | 05eh r 10 40                | 10 40                       | 15 45                       | 15 45                       | 15 45                       | 15 40                       | 00 15 30 45                 | 00 15 30 45                 | 00 15 30 45                 | 05 25 45                    | 05 25 45                    | 05 25 45                    | 05 25 45                    | 05 25 45                    | 15 45                       | 45                          | 00 10 20 30 40 50           | 00 10 20 30 45              | 00 20 40                    | 00 20 40                    | 10 40                       | 10 40                       | 10 40                       | 10 40                       | 10 40                       | 10 40                       | 10 40                       | 10 40                       | 10 40                       | 10 40                       | 10 40                       | 10 40                       | 10                          |
| Sábados laborables            |                             |                             |                             |                             |                             |                             |                             |                             |                             |                             |                             |                             |                             |                             |                             |                             |                             |                             |                             |                             |                             |                             |                             |                             |                             |                             |                             |                             |                             |                             |                             |                             |                             |                             |
| Madrid > Alcalá Universidad   | Madrid > Alcalá Universidad | Madrid > Alcalá Universidad | Madrid > Alcalá Universidad | Madrid > Alcalá Universidad | Madrid > Alcalá Universidad | Madrid > Alcalá Universidad | Madrid > Alcalá Universidad | Madrid > Alcalá Universidad | Madrid > Alcalá Universidad | Madrid > Alcalá Universidad | Madrid > Alcalá Universidad | Madrid > Alcalá Universidad | Madrid > Alcalá Universidad | Madrid > Alcalá Universidad | Madrid > Alcalá Universidad | Madrid > Alcalá Universidad | Alcalá Universidad > Madrid | Alcalá Universidad > Madrid | Alcalá Universidad > Madrid | Alcalá Universidad > Madrid | Alcalá Universidad > Madrid | Alcalá Universidad > Madrid | Alcalá Universidad > Madrid | Alcalá Universidad > Madrid | Alcalá Universidad > Madrid | Alcalá Universidad > Madrid | Alcalá Universidad > Madrid | Alcalá Universidad > Madrid | Alcalá Universidad > Madrid | Alcalá Universidad > Madrid | Alcalá Universidad > Madrid | Alcalá Universidad > Madrid | Alcalá Universidad > Madrid | Alcalá Universidad > Madrid |
| 06                            | 07                          | 08                          | 09                          | 10                          | 11                          | 12                          | 13                          | 14                          | 15                          | 16                          | 17                          | 18                          | 19                          | 20                          | 21                          | 22                          | 05                          | 06                          | 07                          | 08                          | 09                          | 10                          | 11                          | 12                          | 13                          | 14                          | 15                          | 16                          | 17                          | 18                          | 19                          | 20                          | 21                          | 22                          |
|                               | 00 40                       | 00                          | 00 40                       | 20                          | 00 40                       | 20                          | 00 40                       | 20                          | 00 40                       | 20                          | 00 40                       | 20                          | 00 40                       | 20                          | 00 40                       | 00                          |                             | 00 40                       | 00 20                       | 00 40                       | 20                          | 00 40                       | 20                          | 00 40                       | 20                          | 00 40                       | 20                          | 00 40                       | 20                          | 00 40                       | 20                          | 00 40                       | 20                          |                             |
| Domingos y festivos           |                             |                             |                             |                             |                             |                             |                             |                             |                             |                             |                             |                             |                             |                             |                             |                             |                             |                             |                             |                             |                             |                             |                             |                             |                             |                             |                             |                             |                             |                             |                             |                             |                             |                             |
| Madrid > Alcalá Universidad   | Madrid > Alcalá Universidad | Madrid > Alcalá Universidad | Madrid > Alcalá Universidad | Madrid > Alcalá Universidad | Madrid > Alcalá Universidad | Madrid > Alcalá Universidad | Madrid > Alcalá Universidad | Madrid > Alcalá Universidad | Madrid > Alcalá Universidad | Madrid > Alcalá Universidad | Madrid > Alcalá Universidad | Madrid > Alcalá Universidad | Madrid > Alcalá Universidad | Madrid > Alcalá Universidad | Madrid > Alcalá Universidad | Madrid > Alcalá Universidad | Alcalá Universidad > Madrid | Alcalá Universidad > Madrid | Alcalá Universidad > Madrid | Alcalá Universidad > Madrid | Alcalá Universidad > Madrid | Alcalá Universidad > Madrid | Alcalá Universidad > Madrid | Alcalá Universidad > Madrid | Alcalá Universidad > Madrid | Alcalá Universidad > Madrid | Alcalá Universidad > Madrid | Alcalá Universidad > Madrid | Alcalá Universidad > Madrid | Alcalá Universidad > Madrid | Alcalá Universidad > Madrid | Alcalá Universidad > Madrid | Alcalá Universidad > Madrid | Alcalá Universidad > Madrid |
| 06                            | 07                          | 08                          | 09                          | 10                          | 11                          | 12                          | 13                          | 14                          | 15                          | 16                          | 17                          | 18                          | 19                          | 20                          | 21                          | 22                          | 05                          | 06                          | 07                          | 08                          | 09                          | 10                          | 11                          | 12                          | 13                          | 14                          | 15                          | 16                          | 17                          | 18                          | 19                          | 20                          | 21                          | 22                          |
|                               | 00 40                       | 00 20                       | 00 40                       | 20                          | 00 40                       | 20                          | 00 40                       | 20                          | 00 40                       | 20                          | 00 40                       | 20                          | 00 40                       | 20                          | 00 40                       | 20                          |                             | 00 40                       | 00 20                       | 00 40                       | 20                          | 00 40                       | 20                          | 00 40                       | 20                          | 00 40                       | 20                          | 00 40                       | 20                          | 00 40                       | 20                          | 00 40                       | 20                          |                             |
| ec EXPRESS a Centro Comercial |                             |                             |                             |                             |                             |                             |                             |                             |                             |                             |                             |                             |                             |                             |                             |                             |                             |                             |                             |                             |                             |                             |                             |                             |                             |                             |                             |                             |                             |                             |                             |                             |                             |                             |
| eh EXPRESS hasta Hospital     |                             |                             |                             |                             |                             |                             |                             |                             |                             |                             |                             |                             |                             |                             |                             |                             |                             |                             |                             |                             |                             |                             |                             |                             |                             |                             |                             |                             |                             |                             |                             |                             |                             |                             |
| r Refuerzo                    |                             |                             |                             |                             |                             |                             |                             |                             |                             |                             |                             |                             |                             |                             |                             |                             |                             |                             |                             |                             |                             |                             |                             |                             |                             |                             |                             |                             |                             |                             |                             |                             |                             |                             |

## Recorrido y paradas

### Sentido Universidad de Alcalá
La línea inicia su recorrido en el Intercambiador de Avenida de América, en la dársena 6, en este punto se establece correspondencia con las líneas del corredor 2 con cabecera aquí así como algunas líneas urbanas y algunas líneas de largo recorrido. En la superficie efectúan parada varias líneas urbanas con las que tiene correspondencia, y a través de pasillos subterráneos enlaza con Metro de Madrid.
Tras abandonar el intercambiador subterráneo, la línea sale a la A-2, por la que se dirige hacia Guadalajara. A lo largo de la autovía tiene parada bajo el Puente de la CEA, en el nudo de Canillejas, junto al Polígono Las Mercedes, junto a la Colonia Fin de Semana, junto al área industrial de la Avenida de Aragón, en el Puente de San Fernando.
A continuación, la línea toma la salida 26 hacia Alcalá de Henares, entrando al casco urbano por la Avenida de Juan Carlos I, que recorre entera siguiendo al final de la misma por la Avenida de Europa, desembocando en la Avenida de Ajalvir, por la que llega hasta la Glorieta del Chorrillo.
En esta glorieta sale por la Calle de San Ignacio de Loyola desde la cual se incorpora a la Calle de Villalbilla, entrando en el barrio El Ensanche. Dentro de este barrio circula por las siguientes vías: Calle de Alejo Carpentier, Calle de Rafael Alberti (sin paradas), Calle de José María de Pereda y Avenida de Benito Pérez Galdós. Sale del barrio por la Avenida de Gustavo Adolfo Bécquer y por la Calle de Villamalea, acercándose al nuevo campus universitario.
Dentro del campus tiene tres paradas junto al Hospital Universitario y otra junto a la Escuela Politécnica, donde se encuentra su cabecera.
| Código | Zona | Localidad         | Denominación                                                  | Ubicación                             | Líneas de la parada                                                     | Metro / Cercanías  |
| --- | ---- | ----------------- | ------------------------------------------------------------- | ------------------------------------- | ----------------------------------------------------------------------- | ------------------ |
| 12477F |      | Madrid            | Intercambiador de Avenida de América - Dársena 6              | Avenida de América Nº13               | 227                                                                     | Avenida de América |
| Los recorridos "EXPRESS" no realizan la siguiente parada                                                          |      |                   |                                                               |                                       |                                                                         |                    |
| 1284 |      | Madrid            | Avenida de América - Calle de Arturo Soria                    | A-2 km. 5,4                           | 115 200 N4 222 223 224 224A 226 227 229 281 282 283 284 N202 VAC-243    |                    |
| Paradas del itinerario normal, los recorridos "EXPRESS" al Hospital realizan la siguiente parada                  |      |                   |                                                               |                                       |                                                                         |                    |
| 5617 |      | Madrid            | Canillejas                                                    | Calle de Josefa Valcárcel Nº152       | 165 200 N4 222 223 224 224A 226 227 229 261281 282 283 284 N202 VAC-243 | Canillejas         |
| Los recorridos "EXPRESS" al Hospital no realizan ninguna de las siguientes paradas                                |      |                   |                                                               |                                       |                                                                         |                    |
| 07205 |      | Madrid            | Carretera A-2 - Polígono Industrial Las Mercedes              | Avenida de Aragón Nº328               | 88 222 223 224 224A 226 227 229 281 282 283 284 N202 VAC-243            |                    |
| 07207 |      | Madrid            | Carretera A-2 - Colonia Fin de Semana                         | Avenida de Aragón Nº374               | 222 223 224 224A 226 227 229 281 282 283 284 N202 VAC-243               |                    |
| 07208 |      | Madrid            | Carretera A-2 - Hotel                                         | Avenida de Aragón Nº400               | 88 222 223 224 224A 226 227 229 281 282 283 284 N202 VAC-243            |                    |
| 07209 |      | Madrid            | Carretera A-2 - Pegaso City                                   | Avenida de Aragón km. 14,1            | 88 222 223 224 224A 226 227 229 281 282 283 284 N202 VAC-243            |                    |
| Paradas del itinerario normal, los recorridos "EXPRESS" al Centro Comercial vuelven a realizar paradas desde aquí |      |                   |                                                               |                                       |                                                                         |                    |
| 12694 |      | Alcalá de Henares | Avenida de Juan Carlos I - Centro Comercial Alcalá de Henares | Avenida de Juan Carlos I Nº24         | 227 11                                                                  |                    |
| 12682 |      | Alcalá de Henares | Avenida de Juan Carlos I - Estación de La Garena              | Avenida de Juan Carlos I Nº16         | 227 1A 11                                                               | La Garena          |
| 12684 |      | Alcalá de Henares | Avenida de Juan Carlos I - Calle de Agustín de Betancourt     | Avenida de Juan Carlos I Nº7          | 227 1A 11                                                               |                    |
| 12686 |      | Alcalá de Henares | Avenida de Juan Carlos I - Plaza de Jesús Guridi              | Avenida de Juan Carlos I Nº1          | 227 1A 11                                                               |                    |
| 12688 |      | Alcalá de Henares | Avenida de Europa - Calle de Federico Chueca                  | Avenida de Europa Nº4                 | 227 1A 11                                                               |                    |
| 12789 |      | Alcalá de Henares | Avenida de Ajalvir - Calle de Amadeo Vives                    | Avenida de Ajalvir Nº10               | 227 1A 11                                                               |                    |
| 06961 |      | Alcalá de Henares | Avenida de Daganzo - Glorieta del Chorrillo                   | Avenida de Daganzo S/N.º              | 227 251 252 254 255 FS2 7 9 11                                          |                    |
| 12360 |      | Alcalá de Henares | Calle de Villalbilla - Mercado                                | Calle de Villalbilla S/Nº             | 227 9                                                                   |                    |
| 12434 |      | Alcalá de Henares | Calle de Alejo Carpentier - Calle de Miguel Delibes           | Calle de Alejo Carpentier Nº20        | 227 9                                                                   |                    |
| 13191 |      | Alcalá de Henares | Calle de José María de Pereda - Plaza de Carlos Arniches      | Calle de José María de Pereda Nº26    | 227 10                                                                  |                    |
| 12258 |      | Alcalá de Henares | Avenida de Benito Pérez Galdós - Calle de Pío Baroja          | Avenida de Benito Pérez Galdós Nº3    | 227 255 1A 10                                                           |                    |
| 12357 |      | Alcalá de Henares | Avenida de Benito Pérez Galdós - Calle Leopoldo Alas, Clarín  | Avenida de Benito Pérez Galdós Nº15   | 227 255 1A 3 10                                                         |                    |
| 20410 |      | Alcalá de Henares | Avenida de Gustavo Adolfo Bécquer - Calle de Pío Baroja       | Avenida de Gustavo Adolfo Bécquer Nº1 | 227 3                                                                   |                    |
| 11750 |      | Alcalá de Henares | Calle de Villamalea - Residencia de Mayores                   | Calle de Villamalea Nº1               | 227 1A 3                                                                |                    |
| 20535 |      | Alcalá de Henares | Calle de Villamalea - Calle de Juan Ramón Jiménez             | Calle de Villamalea Nº1               | 227 1A 3                                                                |                    |
| Paradas del itinerario normal, los recorridos "EXPRESS" al Hospital vuelven a realizar paradas desde aquí         |      |                   |                                                               |                                       |                                                                         |                    |
| 11789 |      | Alcalá de Henares | Universidad de Alcalá - Hospital                              | Carretera de Meco km. 0,6             | 227 232 250 824 2                                                       |                    |
| 19154 |      | Alcalá de Henares | Hospital - Urgencias/Extracciones                             | Carretera de Meco km. 0,7             | 227 232 250 824 2                                                       |                    |
| 15839 |      | Alcalá de Henares | Hospital - Entrada Principal                                  | Carretera de Meco km. 0,9             | 2278242                                                                 |                    |
| 15531 |      | Alcalá de Henares | Universidad de Alcalá - Politécnico                           | Carretera de Meco km. 1,1             | 227 232 824                                                             |                    |

### Sentido Madrid (Avenida de América)
El recorrido es igual al de ida pero en sentido contrario.
| Código                                                                                        | Zona | Localidad               | Denominación                                                 | Ubicación                             | Líneas de la parada                                                  | Metro / Cercanías  |
| --------------------------------------------------------------------------------------------- | ---- | ----------------------- | ------------------------------------------------------------ | ------------------------------------- | -------------------------------------------------------------------- | ------------------ |
| 15531                                                                                         |      | Alcalá de Henares       | Universidad de Alcalá - Politécnico                          | Carretera de Meco km. 1,1             | 227 232 824                                                          |                    |
| 19153                                                                                         |      | Alcalá de Henares       | Hospital - Urgencias/Extracciones                            | Carretera de Meco km. 0,7             | 227 232 250 824 2                                                    |                    |
| 11790                                                                                         |      | Alcalá de Henares       | Universidad de Alcalá - Hospital                             | Carretera de Meco km. 0,6             | 227 232 250 824 2                                                    |                    |
| Los recorridos "EXPRESS" no realizan ninguna de las siguientes paradas                        |      |                         |                                                              |                                       |                                                                      |                    |
| 20534                                                                                         |      | Alcalá de Henares       | Calle de Villamalea - Calle de Juan Ramón Jiménez            | Calle de Villamalea Nº1               | 227 1B                                                               |                    |
| 07060                                                                                         |      | Alcalá de Henares       | Calle de Villamalea - Residencia de Mayores                  | Calle de Villamalea Nº1               | 227 1B                                                               |                    |
| 11744                                                                                         |      | Alcalá de Henares       | Avenida de Gustavo Adolfo Bécquer - Calle de Pío Baroja      | Avenida de Gustavo Adolfo Bécquer Nº1 | 227 3                                                                |                    |
| 12260                                                                                         |      | Alcalá de Henares       | Avenida de Benito Pérez Galdós - Calle Leopoldo Alas, Clarín | Avenida de Benito Pérez Galdós Nº15   | 227 255 1B 10                                                        |                    |
| 12259                                                                                         |      | Alcalá de Henares       | Avenida de Benito Pérez Galdós - Plaza de Alfonso XII        | Avenida de Benito Pérez Galdós Nº3    | 227 255 1B 3 10                                                      |                    |
| 13192                                                                                         |      | Alcalá de Henares       | Calle de José María de Pereda - Plaza de Carlos Arniches     | Calle de José María de Pereda Nº31    | 227 10                                                               |                    |
| 12433                                                                                         |      | Alcalá de Henares       | Calle de Alejo Carpentier - Calle de Miguel Delibes          | Calle de Alejo Carpentier Nº23        | 227 9                                                                |                    |
| 12358                                                                                         |      | Alcalá de Henares       | Calle de Villalbilla - Mercado                               | Calle de Villalbilla S/Nº             | 227 9                                                                |                    |
| 06960                                                                                         |      | Alcalá de Henares       | Avenida de Daganzo - Glorieta del Chorrillo                  | Avenida de Daganzo Nº2A               | 06960 A 251 255 1A 7 06960 B 227 252 254 FS2 9 11                    |                    |
| 12788                                                                                         |      | Alcalá de Henares       | Avenida de Ajalvir - Calle de Amadeo Vives                   | Avenida de Ajalvir Nº10               | 227 1B 11                                                            |                    |
| 12687                                                                                         |      | Alcalá de Henares       | Avenida de Europa - Calle de Federico Chueca                 | Avenida de Europa Nº4                 | 227 1B 11                                                            |                    |
| 12685                                                                                         |      | Alcalá de Henares       | Avenida de Juan Carlos I - Plaza de Jesús Guridi             | Avenida de Juan Carlos I Nº1          | 227 1B 11                                                            |                    |
| 12683                                                                                         |      | Alcalá de Henares       | Avenida de Juan Carlos I - Calle de Alejandro Malaspina      | Avenida de Juan Carlos I Nº10         | 227 1B 11                                                            |                    |
| 12681                                                                                         |      | Alcalá de Henares       | Avenida de Juan Carlos I - Estación de La Garena             | Avenida de Juan Carlos I Nº16         | 227 1B 11                                                            | La Garena          |
| 07239                                                                                         |      | San Fernando de Henares | Carretera A-2 - Parque Empresarial San Fernando              | Carretera de INTA Nº200               | 222 223 224 224A 226 227 229 N202 VAC-243                            |                    |
| 07299                                                                                         |      | Madrid                  | Carretera A-2 - Pegaso City                                  | Avenida de Aragón km. 14              | 222 223 224 224A 226 227 229 281 282 283 284 N202 VAC-243            |                    |
| 07300                                                                                         |      | Madrid                  | Carretera A-2 - Hotel                                        | Avenida de Aragón km. 13,3            | 222 223 224 224A 226 227 229 281 282 283 284 N202 VAC-243            |                    |
| 07301                                                                                         |      | Madrid                  | Carretera A-2 - Colonia Fin de Semana                        | Avenida de Aragón S/N.º               | 222 223 224 224A 226 227 229 281 282 283 284 N202 VAC-243            |                    |
| 07302                                                                                         |      | Madrid                  | Carretera A-2 - Barrio del Aeropuerto                        | Calle de Salinas de Rosío Nº37        | 222 223 224 224A 226 227 229 281 282 283 284 N202 VAC-243            |                    |
| 07312                                                                                         |      | Madrid                  | Carretera A-2 - Instituto                                    | Avenida de Aragón km. 10              | 222 223 224 224A 226 227 229 281 282 283 284 N202 VAC-243            |                    |
| Paradas del itinerario normal, los recorridos "EXPRESS" vuelven a realizar paradas desde aquí |      |                         |                                                              |                                       |                                                                      |                    |
| 07313                                                                                         |      | Madrid                  | Avenida de América - Canillejas                              | Avenida de Logroño Nº4                | 222 223 224 224A 226 227 229 261281 282 283 284 N202 VAC-243         | Canillejas         |
| 1287                                                                                          |      | Madrid                  | Avenida de América - Parque Conde de Orgaz                   | Avenida de América km. 6,4            | 115 222 223 224 224A 226 227 229 282 283 N202 VAC-243                |                    |
| 1285                                                                                          |      | Madrid                  | Avenida de América - Calle de Arturo Soria                   | Avenida de América km. 6,4            | 115 200 222 223 224 224A 226 227 229 261281 282 283 284 N202 VAC-243 |                    |
| 1283                                                                                          |      | Madrid                  | Avenida de América - Parque de las Avenidas                  | Avenida de América Nº54               | 114 115 N4 222 223 224 224A 226 227 229 281 282 283 284 N202 VAC-243 |                    |
| 4770                                                                                          |      | Madrid                  | Avenida de América - Hotel                                   | Avenida de América Nº41               | 114 115 122 222223224224A226227229281282283284VAC-243                |                    |
| 12477                                                                                         |      | Madrid                  | Intercambiador de Avenida de América                         | Avenida de América Nº13               | Descenso en las dársenas 8 y 9                                       | Avenida de América |